# Мертваго Дмитро Борисович
Дмитро Мертваго (5 (16) серпня 1760, с. Мертовщина (?), поблизу м. Алатир, Казанська губернія, Російська імперія — 23 червня (5 липня) 1824, Москва) — російський чиновник, сенатор, таємний радник (1817), таврійський цивільний губернатор (1803-07), генерал-провіантмейстер (1807-10), мемуарист.

## Біографія
Походив із дворянського роду. Здобув домашню освіту. У 1774 році разом із сім'єю потрапив у полон до О. Пугачова, причому батько Дмитра був повішений у його власному селі. У 1775 записаний унтер-офіцером у гвардію, у службу вступив у 1779 сержантом. З 1781 на статській службі: прокурор в Оренбурзі, з 1786 радник цивільної палати в Уфі, з 1787 радник Уфимського губернського правління.
Одружився з однією з дочок придворного співака М. Полторацького. З 1797 служив у Провіантській експедиції Військової колегії в Петербурзі, вироблений генерал-майори. На початку 1802 р. вийшов у відставку.
Наприкінці 1802 року за протекцією Г. Державіна (тодішнього міністра юстиції) призначений головним наглядачем кримських соляних озер. У грудні 1803 — жовтні 1807 р. таврійський цивільний губернатор. З 1807 генерал-провіантмейстер, голова Провіантського департаменту Військового міністерства. На цій посаді неодноразово конфліктував із військовим міністром О. Аракчеєвим. У 1810 звільнений зі служби, жив у своєму маєтку в Дем'яновому.
У 1817 призначений сенатором до Москви, в 1818 за особистим розпорядженням імператора Олександра I очолював сенаторську ревізію, що розслідувала зловживання, допущені адміністраціями Володимирської, Астраханської та Кавказької губерній. В останні роки життя підтримував тісні стосунки з архієпископом Московським та Коломенським Філаретом (Дроздовим).
За словами С. Аксакова, Мертваго був дуже гарний собою, хоч невелика лисина вже світилася на його голові; його називали навіть красенем, але говорили, що в нього жіноча краса; він трішки пришіптував, але це не заважало приємності його промов, і деякі пані знаходили, що це дуже милим. Він був завжди веселий, жартівливий, дотепний без кпинів. Помер на руках московського лікаря Ф. Гааса від грудної жаби, причиною якої була подагра та водянка у грудях. Похований на цвинтарі Симонового монастиря в Москві.

## Нагороди
- Орден Святого Іоанна Єрусалимського командорський хрест[3]
- Орден Святої Анни 1-го ступеня

## Мемуари
З 1807 року на настійну вимогу Державіна Мертвого почав працювати над «Записками», в яких описав події пугачовського бунту, царювання імператора Павла I, дав портрети відомих державних діячів кінця XVIII — початку XIX століть.

## Сім'я
Дружина (з 14 лютого 1804 року) — Варвара Полторацька (1778-22.07.1845), дочка глави Придворної співочої капели М. Полторацького від його шлюбу з А. Шишковою. Познайомилася з майбутнім чоловіком у Петербурзі, вінчалася у маєтку матері Грузини у церкві в ім'я Грузинської Божої матерії. За словами сучасниці, Варвара була «неймовірно розумна, добра та діяльна жінка». «Веселий, проникливий погляд її показував доброту, просвітлену розумом, які з ряду звичайних, і самостійний характер». Після смерті чоловіка вона сама завідувала всім господарством та великою фабрикою в садибі Дем'янове. Розорившись, була змушена переїхати з дочкою Катериною та синами Петром та Миколою до Казані, де й померла від «водяної в грудях». Похована на цвинтарі Кизиченського монастиря. У шлюбі народилися троє синів і шість дочок, з яких, Олена та Надія (28.04.1810), померли в дитинстві:
|                                                                   |  |  |
| Син, Микола Мертваго, та його дружина Сусанна, уроджена Соймонова |  |  |

- Микола (1805—1865), випускник Царськосільського ліцею (1826), полковник; одружений (з 24 квітня 1838)[7] на Сусанні Соймоновій (1815—1879), сестрі С. Соболевського, з 1861 начальниця Казанського родіонівського інституту.
- Марія (1806—1865), одружена з ліцеїстом Дмитром Масловим (1799—1856), їх дочка Єлизавета.
- Катерина (1807—1885), одружена з (29 квітня 1831 року) полковником Миколою Загоскіним. Овдовівши і втративши стан, переїхала до Казані, де була першою начальницею Родіонівського жіночого інституту. Після її 25-річного управління інститут перейшов до рук її невістки. Відрізнялася «розумом, енергією та освітою, пам'ять до старості їй не зраджувала і за кілька днів до смерті вона напам'ять цитувала Вольтера»[8].
- Софія (25.12.1808[9] -26.05.1867), народилася в Петербурзі, хрещена 10 січня 1809 в церкві Спаса на Сінній, хрещениця подружжя Оленіних.
- Варвара (1812—1848), одружена з (23 квітня 1841 року) за Іваном Воєйковим (1781—1847).
- Петро (1813—1879), штабс-ротмістр, ад'ютант при казанському військовому губернаторі, «за натурою був світський, легковажний і веселий чоловік, він не робив драми з життя і ставився до всього легко»[8].
- Дмитро (1815—1864), надвірний радник, власник садиби Дем'янове.

## Публікації
- Автобиографические записки // Русская словесность. — 1994. — № 1.